# Bubo
Bubo este un gen de păsări din familia Strigidae, subfamilia Striginae, tribul Bubonini. În dependență de autoritate acest gen conține una sau două duzine de specii de păsări strigiforme, care pot fi întâlnite în multe părți ale lumii.

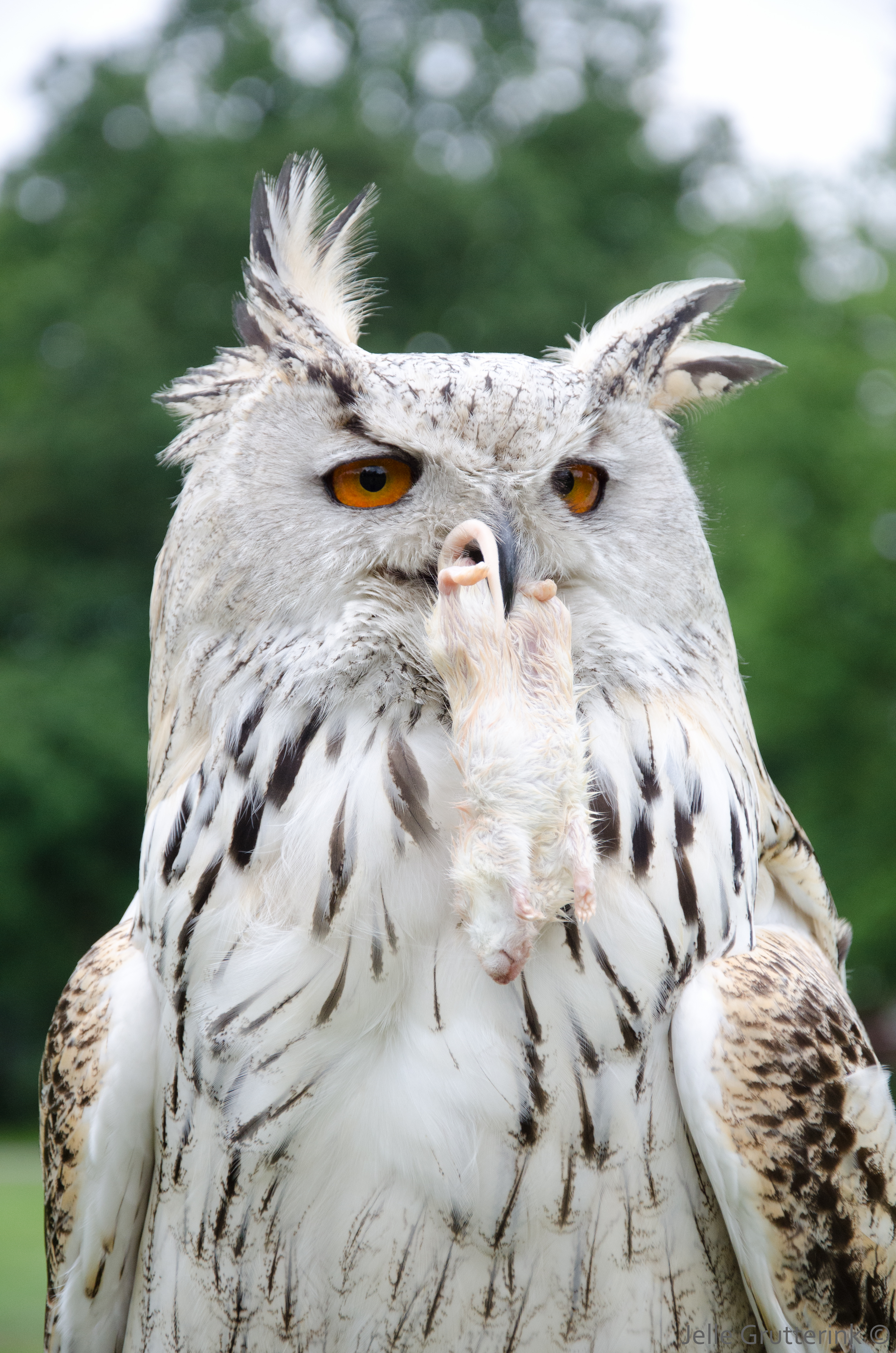
Eurasian eagle-owl with a rat in its beak.

## Taxonomie
Genul cuprinde următoarele specii:
- Bubo africanus (Temminck, 1821)
- Bubo ascalaphus Savigny, 1809
- Bubo bengalensis (Franklin, 1831)
- Bubo blakistoni Seebohm, 1884
- Bubo bubo (Linnaeus, 1758)
- Bubo capensis A.Smith, 1834
- Bubo cinerascens Guérin-Méneville, 1843
- Bubo coromandus (Latham, 1790)
- Bubo lacteus (Temminck, 1820)
- Bubo leucostictus Hartlaub, 1855
- Bubo magellanicus (Lesson, 1828)
- Bubo nipalensis Hodgson, 1836
- Bubo philippensis Kaup, 1851
- Bubo poensis Fraser, 1854
- Bubo scandiacus (Linnaeus, 1758)
- Bubo shelleyi (Sharpe & Ussher, 1872)
- Bubo sumatranus (Raffles, 1822)
- Bubo virginianus (J.F.Gmelin, 1788)
- Bubo vosseleri Reichenow, 1908

### Specii fosile
- Bubo florianae (Miocen, Csákvár, Ungaria)
- Bubo binagadensis (Pleistocen, Binagady, Azerbaidjan)